# Grad Bela
Koordinati:   46°12′09″N, 16°15′21″E
Grad Bela – Pusta Bela (hrvaško Pusta Bela) je nekoč stal južno nad naseljem Bela na nadmorski višini 430 m v Hrvaškem Zagorju na severovzhodnih obronkih  Ivanščice in doline Bednje, jugozahodno od Varaždina, kjer je tudi kontroliral prehod čez Belski dol. V razvaline je bil prepuščen že v konec 15. stoletja, potem ko je leta 1481 pogorel. O njem priča le nekaj ruševin obrambnega zidu in obrambnega stolpa.  

## Zgodovina
Utrjeni Grad Bela je za sedež svojega gospostva zgradil templjarski viteški red Ivanovcev , ki jih je na Hrvaško/Madžarsko povabil ban Borić v drugi polovici 12. stoletja. Kot sedež gospostva Ivanovcev se prvič omenja leta 1163. Nadalje se omenja v listini ogrskega kralja Béla IV. iz  leta 1238 in 1275. Ivanovci so potem leta 1312 prenesli svoj sedež na Vrano in nato v Pakrac, vendar ostali lastniki gospoščine, ki so jo intenzivno tudi kolonizirali. Po njih in cerkvi, ki so jo zgradili, se imenuje bližnje naselje (sedaj mestece)  Ivanec in tudi gora oziroma pogorje Ivanščica. V začetku 14. stoletja v bojih za nasledstvo ogrskega kralja Andreja III. med pristaši Karla Roberta I. in kralja Ladislava je grad Belo osvojil pristaš Ladislava Henrik Gissing in njegov brat Ivan. Vendar ga je vazal ivanovcev Nikolaj Ludbreški ponovno priboril ivanovcem. Po odhodu Ivanovcev iz Hrvaške, potem ko je njihov red ukinil papež Inocenc VII. Leta 1405, grad Bela in gospoščina preide v posvetne roke. Ker je bil vranski prior  tudi ban Hrvaške in Dalmacije, je grad in gospoščina prešla v posest vsakokratnih banov.   

V prvi polovici 15. stoletja, okoli leta 1434, je postal lastnik gradu Bela in gospoščine hrvaški ban Matko Talovac. Po smrti bana Matka Talovca sta celjska kneza Ulrik II. in Friderik II. v vojni odvzela nekatere posesti, ki so jih imeli Celjski v zastavi od kralja kot slavonski bani, in nekatere cerkvene posesti, ki so jih upravljali Talovci – med njimi tudi grad in posest Bela. To je v upravljanje prevzel celjski vojskovodja kapetan Jan Vitovec, ki ga je hrvaški ban Ulrik II. Celjski postavil za podbana. Po smrti celjskega kneza 1456 je grad Bela ostal v njegovi posesti, leta 1457 pa ga je ogrski kralj Matija Korvin imenoval za hrvaškega bana.  Po njegovi smrti leta 1468 so grad in gospoščino nasledili njegovi sinovi Jurij in Viljem.  Leta 1480 je ogrski kralj Matija Korvin grad Belo zaplenil, že naslednjega leta 1481 je grad pogorel in ni bil več obnovljen.

Kralj Matija Korvin je okoli leta 1489  ruševine in gospostvo Bela s celim Zagorjem podaril svojemu sinu Ivanišu. Zagorski knez Ivaniš Korvin je grad in gospoščino Belo okoli leta 1500 prodal madžarskima plemičema Tomažu in Ladislavu Petheö de Gerse, ki sta svoj grad zgradila v naselju Ivanec.  Rodbina Petheö je leta 1605 pod ruševinami starega gradu zgradila novi dvorec Belo in razvaline starega gradu so dobile ime Pusta Bela. Ta rod je imel to posest do izumrtja leta 1730, nakar preide v kraljevsko upravo. Cesar Karel VI. Habsburški posest leta 1742 podari grofu Ladislavu  Erdödy Novomarofškemu. Leta 1763 so ženske naslednice družine Petheö de Gerse  pričele spor, da jim je lastništvo odvzeto protipravno, ker so njihovi predniki gospoščino kupili in ne dobili v dar. Spor je trajal 54 let do leta 1817. Takrat je dediščina razdeljena med 15 plemiških družin. Belo so dobile družine Josipović, Lovinčić in Barabaš, ki so leta 1858 posest prodale Metelu Ožegoviću. V posesti te družine ostane do konca druge svetovne vojne.